# Arrivederci padre/Che uomo sei
Arrivederci padre / Che uomo sei pubblicato nel 1977 è un 45 giri della cantante italiana Iva Zanicchi. Arrivederci padre non sarà mai inserito in un album mentre Che uomo sei è inserita all'interno dell'album Confessioni pubblicato nel maggio 1976

## Tracce
Lato A
- Arrivederci padre - 3:33 - (Gino Mescoli-Gianni Belfiore)

Lato B
- Che uomo sei - 4:00 - (Cristiano Minellono-Piero Soffici)